# Primary van Utah 2008
De primary van Utah is een voorverkiezing die in 2008 op 5 februari werd gehouden, de dag van Super Tuesday. Barack Obama en Mitt Romney wonnen.

## Democraten
| Legenda: | Teruggetrokken voor de primary |

| Utah Democratische primary 2008 | Utah Democratische primary 2008 | Utah Democratische primary 2008 | Utah Democratische primary 2008 |
| Kandidaat                       | Stemmen                         | Percentage                      | Nationale gedelegeerden         |
| ------------------------------- | ------------------------------- | ------------------------------- | ------------------------------- |
| Barack Obama                    | 75.538                          | 56,72%                          | 14                              |
| Hillary Clinton                 | 51.333                          | 39,07%                          | 9                               |
| John Edwards                    | 3.758                           | 2,86%                           | 0                               |
| Bill Richardson                 | 549                             | 0,42%                           | 0                               |
| Joe Biden                       | 462                             | 0,35%                           | 0                               |
| Dennis Kucinich                 | 408                             | 0,31%                           | 0                               |
| Mike Gravel                     | 166                             | 0,13%                           | 0                               |
| Christopher Dodd                | 117                             | 0,09%                           | 0                               |
| Frank Lynch                     | 72                              | 0,05%                           | 0                               |
| Totaal                          | 131.403                         | 100,00%                         | 23                              |

## Republikeinen
| Utah Republikeinse primary 2008 | Utah Republikeinse primary 2008 | Utah Republikeinse primary 2008 | Utah Republikeinse primary 2008 |
| Kandidaat                       | Stemmen                         | Percentage                      | Gedelegeerden                   |
| ------------------------------- | ------------------------------- | ------------------------------- | ------------------------------- |
| Mitt Romney                     | 264.956                         | 89,49%                          | 36                              |
| John McCain                     | 15.931                          | 5,38%                           | 0                               |
| Ron Paul                        | 8.846                           | 2,99%                           | 0                               |
| Mike Huckabee                   | 4.252                           | 1,44%                           | 0                               |
| Rudy Giuliani                   | 988                             | 0,33%                           | 0                               |
| Fred Thompson                   | 613                             | 0,21%                           | 0                               |
| Alan Keyes                      | 261                             | 0,09%                           | 0                               |
| Duncan Hunter                   | 211                             | 0,07%                           | 0                               |
| Tom Tancredo                    | 3                               | 0,00%                           | 0                               |
| Totaal                          | 296.061                         | 100%                            | 36                              |